# Péré (Alti Pirenei)
Péré è un comune francese di 56 abitanti situato nel dipartimento degli Alti Pirenei nella regione dell'Occitania.

## Società

### Evoluzione demografica
Abitanti censiti